# Laura Solera Mantegazza
Laura Solera Mantegazza, född 1813, död 1873, var en italiensk filantrop. Hon är känd för sitt stöd för 1848-revolutionen i Italien, då hon agiterade för och drev sjukvårdsarbete för rebellerna. Hon grundade år 1870 den första sjuksköterskeutbildningen i Italien. 